# Archaboilus
Archaboilus es un género extinto de grillos de la familia Tettigoniidae que vivieron en el período Jurásico. Se conocen cinco especies del Jurásico  (Hettangiense hasta el Calloviense) de Asia.